# NGC 4477
NGC 4477 é uma galáxia lenticular (SB0) localizada na direcção da constelação de Coma Berenices. Possui uma declinação de +13° 38' 13" e uma ascensão recta de 12 horas, 30 minutos e 02,0 segundos.
A galáxia NGC 4477 foi descoberta em 8 de Abril de 1784 por William Herschel.